# 瓦-瓦孔
瓦-瓦孔（法語：Void-Vacon，法語發音：[vwa vakɔ̃]）是法国默兹省的一个市镇，属于科梅尔西区。该市镇于1972年由原市镇瓦（Void）和瓦孔（Vacon）合并而成。

## 地理
瓦-瓦孔（48°41'16"N, 5°37'5"E）面积35.58 平方千米，位于法国大東部大區默兹省，该省份为法国西北部内陆省份，北与比利时接壤，西接马恩省和阿登省，南至上马恩省和孚日省，东临默尔特-摩泽尔省。
与瓦-瓦孔接壤的市镇（或旧市镇、城区）包括：索尔西-圣马丹、拉讷维尔欧吕、梅尼勒拉奥尔涅、奈沃昂布卢瓦、默兹河畔乌尔什、索瓦、特鲁塞、沃库勒尔。

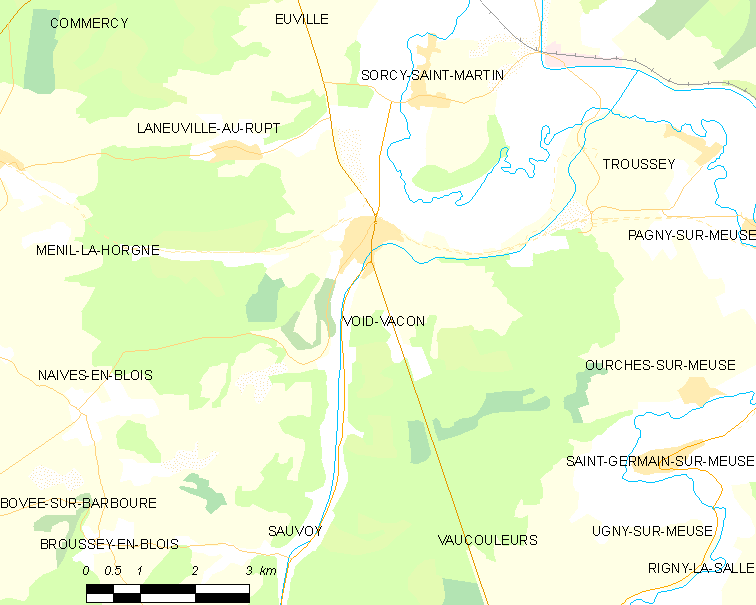
瓦-瓦孔的OSM定位图

瓦-瓦孔的时区为UTC+01:00、UTC+02:00（夏令时）。

## 行政
瓦-瓦孔的邮政编码为55190，INSEE市镇编码为55573。

## 政治
瓦-瓦孔所属的省级选区为沃库勒尔县。

## 人口

1962-2008年间瓦-瓦孔人口变化图示

瓦-瓦孔于2022年1月1日时的人口数量为1606人。